# Vương Quang Nhường
Vương Quang Nhường (1 tháng 1 năm 1902 – Tháng 5 năm 1962) là luật sư, nhà báo và nhà giáo dục người Việt Nam, từng giữ chức Tổng trưởng Phụ trợ Thủ tướng kiêm Tổng trưởng Bộ Quốc gia Giáo dục và Tổng trưởng Bộ Tư pháp dưới thời Quốc gia Việt Nam và sau cùng là Chủ tịch Viện Bảo hiến dưới thời Đệ Nhất Cộng hòa. Ngoài ra, ông còn là con rể của vua Thành Thái bị phế truất và đã giúp cựu hoàng bị lưu đày sang đảo Reunion trở về Việt Nam vào những năm cuối đời.

## Tiểu sử
Vương Quang Nhường sinh ngày 1 tháng 1 năm 1902 ở Yên Luông Đông, tỉnh Gò Công, Nam Kỳ, Liên bang Đông Dương.
Ông được gia đình tạo điều kiện học hành ở Việt Nam và sang du học bên Pháp nhằm tiếp thu nền giáo dục bậc cao về ngành công pháp và kinh tế học. Năm 1930, ông đậu bằng tiến sĩ luật tại Đại học Paris với luận án mang tên Xung đột pháp luật ở Đông Dương (Des conflits de Lois en Indochine). Sau khi thực tập tại một công ty luật ở Paris, ông trở về Nam Kỳ vào tháng 8 năm 1931 và được một công ty luật ở Sài Gòn nhận vào làm việc. Năm 1935, ông nhập quốc tịch Pháp.
Sau khi Nhật đảo chính Pháp vào ngày 9 tháng 3 năm 1945, Vương Quang Nhường làm biện lý ở Sài Gòn và hợp tác với Lãnh sự Nhật Bản và Thống đốc Nam Kỳ. Năm 1947, ông cùng với một số nhân sĩ Việt Nam có uy tín đã ký Tuyên ngôn của trí thức Việt Nam Sài Gòn – Chợ Lớn (Manifeste des intellectuels vietnamiens de la région de Saigon Cholon), kêu gọi người Pháp đàm phán trực tiếp với chính quyền Việt Nam Dân chủ Cộng hòa. Năm 1949, ông ký một bản tuyên bố khác kêu gọi Pháp đàm phán với Chính phủ Hồ Chí Minh.
Tháng 1 năm 1950, Nguyễn Phan Long trở thành Thủ tướng Quốc gia Việt Nam và bổ nhiệm Vương Quang Nhường làm Tổng trưởng Bộ Quốc gia Giáo dục. Ngoài ra, ông còn được giao nhiệm vụ thuyết phục những người chống cộng đang sinh sống ở các khu vực do Việt Nam Dân chủ Cộng hòa kiểm soát đứng về phía chính quyền Quốc gia Việt Nam. Sau khi Nguyễn Phan Long từ chức vào tháng 4 cùng năm, ông lên làm Tổng trưởng Bộ Quốc gia Giáo dục trong chính phủ Trần Văn Hữu được thành lập vào tháng sau, và sau đó được bổ nhiệm làm Tổng trưởng Phụ trợ Thủ tướng kiêm Tổng trưởng Bộ Quốc gia Giáo dục sau khi Trần Văn Hữu cải tổ nội các vào tháng 2 năm 1951. Từ tháng 3 đến tháng 6 năm 1952, ông là Tổng trưởng Bộ Tư pháp trong chính phủ Trần Văn Hữu cải tổ lần thứ hai.
Ngày 5 tháng 6 năm 1950 (có thuyết cho là ngày 4 tháng 6), Vương Quang Nhường bị mấy tay súng Việt Minh phục kích, và bắn lén ba phát vào người gây thương tích nặng. Động cơ chủ yếu của nhóm này muốn cảnh cáo ông không nên hợp tác với phe quốc gia.
Dưới thời Đệ Nhất Cộng hòa, sau khi ban hành Hiến pháp đầu tiên vào cuối năm 1956, Tổng thống Ngô Đình Diệm, với sự thỏa thuận của Quốc hội, đã cử ông làm Chủ tịch Viện Bảo hiến. Ít lâu sau ông từ chức rồi sang Pháp định cư với gia đình và cuối đời thì về lại Sài Gòn cho đến khi từ trần vào tháng 5 năm 1962.

## Đời tư
Năm 1935, Vương Quang Nhường kết hôn với Henriette Bùi (bác sĩ nữ đầu tiên của Việt Nam), con gái của ông bạn thân Bùi Quang Chiêu. Cuộc hôn nhân này do Bùi Quang Chiêu sắp đặt. Mặc dù Henriette phản đối hôn nhân sắp đặt, nhưng cuối cùng bà cũng đồng ý dưới áp lực của cha mình. Sau khi kết hôn, ông muốn Henriette Bùi dành nhiều thời gian ở nhà hơn rồi về sau do không chịu nổi cảnh bà phải làm việc ở bệnh viện vào ban đêm nên cuối cùng hai người đã ly hôn vào năm 1937.
Sau này, ông cưới Nguyễn Phúc Lương Nhàn, con gái thứ 16 của Cựu hoàng Thành Thái nhà Nguyễn.  Năm 1947, nhờ sự giúp đỡ của ông mà vị hoàng đế bị Pháp phế truất và lưu đày ở nước ngoài cuối cùng đã có thể trở về Việt Nam sinh sống nốt phần đời còn lại.

### Trích dẫn
1. ↑  Quách Thọ Hoa 1966.
2. ↑  Nha Tổng Giám đốc Thông tin Việt Nam 1950, tr. 27,29; Hứa Hoành 1999, chương 23; Huỳnh Minh 1969, tr. 129.
3. ↑  Best 2003, tr. 318; Nhà tổng giám đốc thông tin Việt Nam 1950, tr. 27,29.
4. ↑  Gouvernement Général de l'indochine 1943, tr. 63.
5. ↑  Gouvernement Général de l'indochine 1943, tr. 63; Nhà tổng giám đốc thông tin Việt Nam 1950, tr. 27-29.
6. 1 2 3  Goscha 2011, tr. 494.
7. ↑  Gouvernement Général de l'indochine 1943, tr. 63; Gouvernement français 1935, tr. 5370.
8. ↑  Đoàn Thêm 1966, tr. 71.
9. ↑  Đoàn Thêm 1966, tr. 87.
10. ↑  Đoàn Thêm 1966, tr. 107,111.
11. ↑  Nam Bộ Kháng Chiến 2010, tr. 517.
12. ↑  New York Times 1950, tr. 16.
13. ↑  Tổng Bộ Tư Pháp 1967.
14. ↑  Hứa Hoành 1999, chương 23; Hương Cát 2018; Bousquet & Brocheux 2002, tr. 290.
15. ↑  Phụ Nữ Việt Nam 2016; Bousquet & Brocheux 2002, tr. 290.
16. ↑  Phụ Nữ Việt Nam 2016.
17. ↑  Best 2003, tr. 318; Hứa Hoành 1999, chương 23.
18. ↑  Hứa Hoành 1999, chương 23.